# اچ‌ام‌اس ال۱۰
اچ‌ام‌اس ال۱۰ (به انگلیسی: HMS L10) یک زیردریایی بود که طول آن ۲۲۸ فوت (۶۹ متر) بود. این زیردریایی در سال ۱۹۱۸ ساخته شد.